# Cambarus veteranus
Cambarus veteranus е вид ракообразно от семейство Cambaridae.

## Разпространение и местообитание
Видът е разпространен в САЩ (Вирджиния, Западна Вирджиния и Кентъки).
Обитава пясъчните дъна на сладководни басейни, реки и потоци.